# 쇼헤이
쇼헤이(正平, しょうへい)는 일본 남북조 시대의 연호(元号) 중 하나이다. 남조에서 사용되었다.
- 전후 : 고코쿠(興国) 이후 - 겐토쿠(建徳) 이전.
- 시기 : 1346년 ~ 1369년
- 천황
  - 남조 : 고무라카미 천황, 조케이 천황
  - 북조 : 고묘 천황, 스코 천황, 고코곤 천황
- 쇼군 : 무로마치 막부의 아시카가 다카우지, 요시아키라, 요시미쓰

## 개원(改元)
- 고코쿠 7년 12월 8일(율리우스력 1347년 1월 20일), 개원.
- 쇼헤이 25년 7월 24일(율리우스력 1370년 8월 16일), 겐토쿠로 개원된다.

## 서력과의 대조표
| 쇼헤이 | 원년      | 2년       | 3년      | 4년      | 5년       | 6년      | 7년       | 8년       | 9년      | 10년     | 11년      | 12년     | 13년     | 14년     | 15년     |
| ------ | --------- | --------- | -------- | -------- | --------- | -------- | --------- | --------- | -------- | -------- | --------- | -------- | -------- | -------- | -------- |
| 서력   | 1346년    | 1347년    | 1348년   | 1349년   | 1350년    | 1351년   | 1352년    | 1353년    | 1354년   | 1355년   | 1356년    | 1357년   | 1358년   | 1359년   | 1360년   |
| 북조   | 조와 2년  | 조와 3년  | 조와 4년 | 조와 5년 | 간노 원년 | 간노 2년 | 분나 원년 | 분나 2년  | 분나 3년 | 분나 4년 | 엔분 원년 | 엔분 2년 | 엔분 3년 | 엔분 4년 | 엔분 5년 |
| 간지   | 병술      | 정해      | 무자     | 기축     | 경인      | 신묘     | 임진      | 계사      | 갑오     | 을미     | 병신      | 정유     | 무술     | 기해     | 경자     |
| 쇼헤이 | 16년      | 17년      | 18년     | 19년     | 20년      | 21년     | 22년      | 23년      | 24년     | 25년     |           |          |          |          |          |
| 서력   | 1361년    | 1362년    | 1363년   | 1364년   | 1365년    | 1366년   | 1367년    | 1368년    | 1369년   | 1370년   |           |          |          |          |          |
| 북조   | 고안 원년 | 조지 원년 | 조지 2년 | 조지 3년 | 조지 4년  | 조지 5년 | 조지 6년  | 오안 원년 | 오안 2년 | 오안 3년 |           |          |          |          |          |
| 간지   | 신축      | 임인      | 계묘     | 갑진     | 을사      | 병오     | 정미      | 무신      | 기유     | 경술     |           |          |          |          |          |

## 같이 보기
- 일본의 연호 일람
- 정평(正平) : 중국 남북조시대의 국가 북위(北魏)의 연호(451년 ~ 452년).

| 이전 고코쿠 | 일본 남조의 연호 1346년 ~ 1370년 | 다음 겐토쿠 |